# Richard Ainley
Pour les articles homonymes, voir Ainley.
Richard Ainley, né le 22 décembre 1910 à Stanmore (Grand Londres) et mort le 18 mai 1967 à Muswell Hill (Grand Londres), est un acteur et metteur en scène britannique.

## Biographie
Richard Ainley débute au théâtre en 1928 dans son pays natal et joue notamment à Londres, par exemple dans Hamlet de William Shakespeare (1934, avec John Gielgud dans le rôle-titre et Jessica Tandy). En 1939, alors installé aux États-Unis, il apparaît à Broadway (New York) dans la pièce Foreigners de Frederick Lonsdale (avec George Macready et Martha Scott). Revenu en Angleterre à la fin de la Seconde Guerre mondiale, il prend au début des années 1960 la direction de la Bristol Old Vic Theatre School.
Au cinéma, il contribue à vingt-deux longs métrages, depuis le film britannique Comme il vous plaira de Paul Czinner (1936, avec Elisabeth Bergner, Laurence Olivier et son père Henry Ainley (en), 1879-1945) jusqu'au film américain Mademoiselle ma femme de Vincente Minnelli (1943, avec Red Skelton et Eleanor Powell). Entretemps, mentionnons Shining Victory d'Irving Rapper (1941, avec James Stephenson et Geraldine Fitzgerald) et Tondelayo de Richard Thorpe (1942, avec Hedy Lamarr et Walter Pidgeon).
À la télévision britannique, outre deux téléfilms d'origine théâtrale (1939-1947), il se produit en 1965 dans la série Emergency Ward 10 (en) (dix épisodes).
Demi-frère de l'acteur Anthony Ainley (1932-2004), Richard Ainley se suicide aux barbituriques en 1967, à 56 ans.

## Théâtre
(acteur, sauf mention contraire)

### Angleterre (sélection)
(pièces jouées à Londres, sauf mention contraire)
- 1933 : Richard de Bordeaux (Richard of Bordeaux) de Gordon Daviot, mise en scène de John Gielgud : Maudelyn
- 1934 : Hamlet de William Shakespeare, mise en scène de John Gielgud : Rosencrantz
- 1937 : Housemaster de Ian Hay : Philip de Porville
- 1938 : Le Marchand de Venise (The Merchant of Venice) de William Shakespeare, mise en scène de John Gielgud et Glen Byam Shaw : Bassanio
- 1938 : Élisabeth d'Autriche (Elisabeth of Austria) de Katriona et Elizabeth Sprigge
- 1961-1962 : La Machine infernale (The Infernal Machine) de Jean Cocteau (Bristol Old Vic Theatre School, metteur en scène)
- 1962 : Ardèle ou la Marguerite (Ardèle) de Jean Anouilh (Bristol Old Vic Theatre School, metteur en scène)

### Broadway (intégrale)
- 1939 : Foreigners de Frederick Lonsdale : Bernstey

## Filmographie

### Cinéma (sélection)

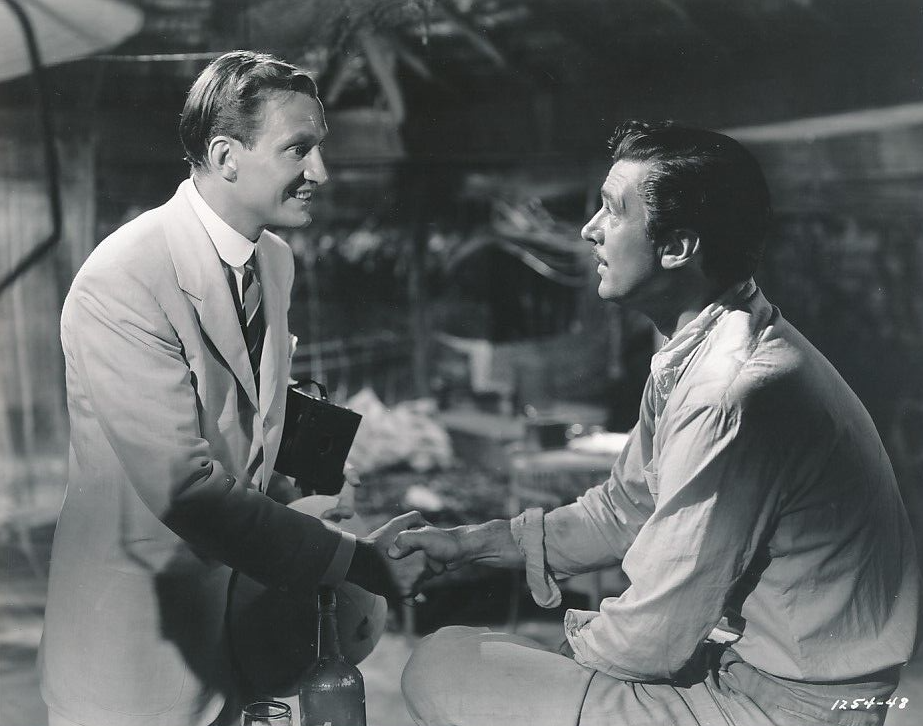
Richard Ainley (à g.) et Walter Pidgeon, dans Tondelayo (1942)

- 1936 : Comme il vous plaira (As You Like It) de Paul Czinner : Sylvius
- 1939 : La Vie d'un autre (en) (Stolen Life) de Paul Czinner : Morgan
- 1939 : There Ain't No Justice de Pen Tennyson (en) : Billy Frist
- 1940 : La Femme aux cheveux rouges (Lady with Red Hair) de Curtis Bernhardt : Lou Paine
- 1941 : Shining Victory d'Irving Rapper : Dr Hale
- 1941 : La Femme de Singapour (Singapore Woman) de Jean Negulesco : John Wetherby
- 1941 : Here Comes Happiness de Noel M. Smith : Jelliffe Blaine
- 1942 : Tondelayo (White Cargo) de Richard Thorpe : M. Worthing
- 1943 : Three Hearts for Julia de Richard Thorpe : Philip Barrows
- 1943 : La Du Barry était une dame (Du Barry Was a Lady) de Roy Del Ruth : un rebelle marchant aux côtés du roi
- 1943 : Un espion a disparu (Above Suspicion) de Richard Thorpe : Peter Galt
- 1943 : Le Héros du Pacifique (The Man from Down Under) de Robert Z. Leonard : un médecin militaire
- 1943 : Mademoiselle ma femme (I Dood It) de Vincente Minnelli : Larry West

### Télévision (intégrale)
- 1939 : La Tempête (The Tempest), téléfilm de Dallas Bower : Ferdinand
- 1947 : Tobie et l'Ange (Tobias and the Angel), téléfilm (réalisateur non spécifié) : L'Archange Raphaël
- 1965 : Emergency Ward 10 (en), série, 10 épisodes : Ambrose Pelham